# The Post (Engelsk avis)
 For alternative betydninger, se The Post. (Se også artikler, som begynder med The Post)
The Post var en engelsk national avis i tabloid-format, ejet af Eddy Shah. 
Avisen blev lanceret i november 1968 og skulle være en konkurrent til avisen Daily Star.
Levetiden på avisen var formodentlig den korteste i den engelske avisverden, da den lukkede efter fem uger i december 1968.